# Týfón

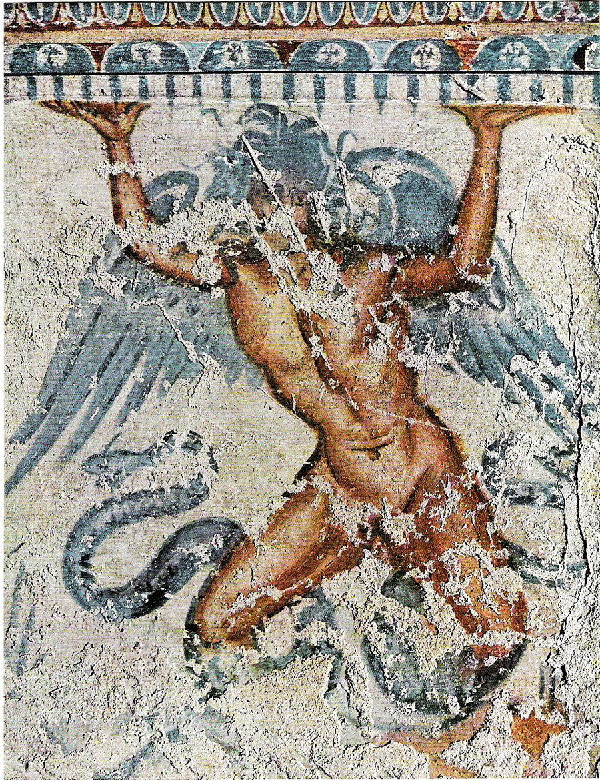

Týfón (Τυφών, 2. pád Týfóna, latinsky Typhon) je obrovská hrozivá nestvůra z řecké mytologie, potomek matky země Gaie. Týfón byl její poslední dítě. Byl to obr se stovkou dračích hlav a s hlasem člověka, psa a býka. Měl obrovská křídla, jejichž pomocí rozpoutával hurikány a zemětřesení. Říká se, že byl tak velký, že hlavami se dotýkal nejvyššího vrcholu nebes a tlapami dosáhl na východ i na západ. Chtěl přemoci samotného Dia jako pomstu za potrestání Titánů. Zeus ho po strašném boji přemohl, blesky mu spálil všech sto hlav a svrhl ho do Tartaru, kde ho ponechal navždy. Podle jiných pověstí (římských) Zeus Týfóna dostihl na Sicílii a zavalil ho horou Etnou, z níž dodnes občas šlehají plameny a vychází rachocení uvězněné nestvůry.
Týfónovi a Echidně, což byla napůl žena a napůl had, dceři obra Chrýsáóra, se narodili trojhlavý podsvětní pes Kerberos, dvojhlavý pes Orthos, obrovský nemejský lev, Lernská Hydra, krommyónská svině,[rozpor] lycká Chiméra, thébská Sfinx, podle některých pramenů byla jejich dcerou i mořská obluda Skylla.
Týfónovo jméno znamená doslova „vířivý vítr“, z anglické výslovnosti vzniklo mezinárodní slovo tajfun.